# 溝渕正季
溝渕 正季（みぞぶち まさき、1984年 - ）は、日本の中東・イスラーム研究者、国際政治学者。明治学院大学法学部政治学科・准教授。専門は中東地域研究、国際安全保障論、比較政治社会学。

## 略歴
香川県生まれ。2006年、神戸大学国際文化学部コミュニケーション学科卒業。2011年、上智大学大学院グローバル・スタディーズ研究科地域研究専攻博士後期課程単位取得退学。2012年、上智大学より博士（地域研究）の学位を取得。
公益財団法人日本国際フォーラム研究員、日本学術振興会特別研究員（PD）、ハーバード・ケネディ・スクールベルファー科学・国際関係研究センター研究員、名古屋商科大学ビジネススクール教授、広島大学大学院人間社会科学研究科准教授などを経て、現職。

## 著書
- スティーヴン・M・ウォルト著（今井宏平・溝渕正季訳）『同盟の起源：国際政治における脅威への均衡』（ミネルヴァ書房、2021年）[要出典]
- 高岡豊・溝渕正季編『「アラブの春」以後のイスラーム主義運動』（ミネルヴァ書房、2019年）[要出典]
- 髙岡豊・白谷望・溝渕正季編『中東・イスラーム世界の歴史・宗教・政治：多様なアプローチが織りなす地域研究の現在』（明石書店、2018年）[要出典]
- 髙岡豊・溝渕正季（訳・解説）『ヒズブッラー：抵抗と革命の思想』（現代思潮新社、2015年）[要出典]
- ロジャー・オーウェン著（山尾大・溝渕正季訳）『現代中東の国家・権力・政治』（明石書店、2015年）[要出典]

## 論文
- 「協調か競合か：中東地域秩序をめぐる米中間の角逐」『防衛学研究』第68号（2023年3月）21-47頁。
- 「アンサールッラー（フーシー派）とイエメン戦争の軍事的評価」『中東研究』第545号（2022年度 Vol. II）113-128頁。
- 「サウジアラビア」川名晋史編『世界の基地問題と沖縄』（明石書店、2022年）
- "How did Muhajiroun become Jihadists? Foreign Fighters and the Geopolitics of the Conflict in Syria," in Jasmine K. Gani and Raymond Hinnebusch, eds., Actors and Dynamics in the Syrian Conflict's Middle Phase: Between Contentious Politics, Militarization and Regime Resilience (St. Andrews Syrian Studies), Routledge, 2022 (with Yutaka Takaoka).
- 「対シリア援助：内戦下における援助」「対レバノン援助：いかに改革を支援するのか」阪本公美子, 岡野内正, 山中達也編『日本の国際協力：貧困と紛争にどう向き合うか』（ミネルヴァ書房、2021年8月）
- 「米国の対中東政策：『非リベラルな覇権秩序』の興亡」Synodos, 2021年
- 「外交：シリア内戦に見る米国覇権の黄昏」末近浩太編『シリア・レバノン・イラク・イラン（シリーズ・中東政治研究の最前線 2）』（ミネルヴァ書房、2021年）
- 「サウジアラビアにおける米軍基地と基地政治」川名晋史編『基地問題の国際比較：「沖縄」の相対化』（明石書店、2021年）
- "Strategic Asset or Political Burden? U.S. Military Bases and Base Politics in Saudi Arabia," in  Shinji Kawana and Minori Takahashi, eds., Exploring Base Politics: How Host Countries Shape the Network of U.S. Overseas Bases (Routledge Advances in International Relations and Global Politics), Routledge, 2020.
- 「国際政治のなかのイスラーム主義：アメリカのオリエンタリズムと『非リベラルな覇権秩序』の行方」高岡豊・溝渕正季編『「アラブの春」以後のイスラーム主義運動』（ミネルヴァ書房、2019年）
- 「冷戦終結以降の中東地域秩序と米国：地域安全保障複合体（RSC）の議論を手掛かりとして」川名晋史編『共振する国際政治学と地域研究：基地、紛争、秩序』（勁草書房、2019年）
- 「戦略的資産か政治的負債か? サウジアラビアにおける米軍基地と基地政治」『国際安全保障』第47巻3号（2019年12月）55-75頁。